# Epidendrum uleinanodes
Epidendrum uleinanodes är en orkidéart som beskrevs av Eric Hágsater. Epidendrum uleinanodes ingår i släktet Epidendrum och familjen orkidéer. Inga underarter finns listade i Catalogue of Life.